# 誰かさんの落としもの
『誰かさんの落としもの』（だれかさんのおとしもの）は、こはら裕子による漫画作品。小学館の少女漫画雑誌「ちゃお」2007年2・3月号に掲載された。

## ストーリー
桜野美亜は落とし物を見つけるのが得意で、特に人の記憶を元に戻す届け屋さんでもある。そんなとき美亜は佐樹徹と出会う。佐樹は幼年期の記憶をなくしていた。そして美亜はついに佐樹の幼年期の記憶を見つけるが、それは徹が彼の母親と一緒に自動車で海に転落する姿であった。

## 登場人物
桜野 美亜（さくらの みあ）
人の記憶を見つけて届けてあげる、「届け屋さん」。ある日、佐樹と出会い、ついに彼の失われた記憶を見つけるが……
佐樹 徹（さき とおる）
桜野と同じ中学生。幼年期の記憶を失っている。